# The Jacksons (Album)
The Jacksons ist das zwölfe Studioalbum der gleichnamigen Band und das erste der Gruppe, das bei Epic Records veröffentlicht wurde.

## Titelliste
1. Enjoy Yourself
2. Think Happy
3. Good Times
4. Keep On Dancing
5. Blues Away
6. Show You the Way to Go
7. Living Together
8. Strength of One Man
9. Dreamer
10. Style of Life

### The Jacksons (Expanded Version)
1. Enjoy Yourself
2. Think Happy
3. Good Times
4. Keep On Dancing
5. Blues Away
6. Show You the Way to Go
7. Living Together
8. Strength of One Man
9. Dreamer
10. Style of Life
11. Enjoy Yourself (7" Extended Version)
12. Enjoy Yourself (12" Extended Version)
13. Show You the Way to Go (7" Version)
14. Living Together (Diitri from Paris Disco Re-Edit)[1]

## Kommerzieller Erfolg

### Chartplatzierungen

#### Album
| ChartsChartplatzierungen       | Höchstplatzierung | Wochen |
| ------------------------------ | ----------------- | ------ |
| Vereinigte Staaten (Billboard) | 36 (27 Wo.)       | 27     |
| Vereinigtes Königreich (OCC)   | 53 (11 Wo.)       | 11     |

#### Singles
| Jahr | Titel Album            | Höchstplatzierung, Gesamtwochen, AuszeichnungChartplatzierungen (Jahr, Titel, Album, Platzierungen, Wochen, Auszeichnungen, Anmerkungen) | Höchstplatzierung, Gesamtwochen, AuszeichnungChartplatzierungen (Jahr, Titel, Album, Platzierungen, Wochen, Auszeichnungen, Anmerkungen) | Höchstplatzierung, Gesamtwochen, AuszeichnungChartplatzierungen (Jahr, Titel, Album, Platzierungen, Wochen, Auszeichnungen, Anmerkungen) | Höchstplatzierung, Gesamtwochen, AuszeichnungChartplatzierungen (Jahr, Titel, Album, Platzierungen, Wochen, Auszeichnungen, Anmerkungen) | Höchstplatzierung, Gesamtwochen, AuszeichnungChartplatzierungen (Jahr, Titel, Album, Platzierungen, Wochen, Auszeichnungen, Anmerkungen) | Höchstplatzierung, Gesamtwochen, AuszeichnungChartplatzierungen (Jahr, Titel, Album, Platzierungen, Wochen, Auszeichnungen, Anmerkungen) | Höchstplatzierung, Gesamtwochen, AuszeichnungChartplatzierungen (Jahr, Titel, Album, Platzierungen, Wochen, Auszeichnungen, Anmerkungen) | Anmerkungen                                                                                             |
| Jahr | Titel Album            | DE | AT | CH | UK | US | R&B | Dance | Anmerkungen                                                                                             |
| ---- | ---------------------- | --- | --- | --- | --- | --- | --- | --- | --- |
| 1976 | Enjoy Yourself         | — | — | — | UK42 (4 Wo.)UK | US6 Platin · (21 Wo.)US | R&B2 (20 Wo.)R&B | Dance33 (1 Wo.)Dance | Erstveröffentlichung: September 1976 The Jacksons Autoren: Kenny Gamble, Leon Huff                      |
| 1977 | Show You the Way to Go | — | — | — | UK1 Silber · (10 Wo.)UK | US28 (10 Wo.)US | R&B6 (14 Wo.)R&B | — | Erstveröffentlichung: März 1977 The Jacksons Autoren: Kenny Gamble, Leon Huff                           |
| 1977 | Dreamer                | — | — | — | UK22 (9 Wo.)UK | — | — | — | Erstveröffentlichung: 29. Juli 1977 The Jacksons feat. Michael Jackson Autoren: Kenny Gamble, Leon Huff |

### Auszeichnungen für Musikverkäufe
| Land/Region                  | Auszeichnungen für Musikverkäufe (Land/Region, Auszeichnung, Verkäufe) | Verkäufe |
| ---------------------------- | ---------------------------------------------------------------------- | -------- |
| Vereinigte Staaten (RIAA)    | Gold                                                                   | 500.000  |
| Vereinigtes Königreich (BPI) | Gold                                                                   | 100.000  |
| Insgesamt                    | 2× Gold ·                                                              | 600.000  |